# ريتشارد بيلمونت
ريتشارد بيلمونت (17 مايو 1965 - )  (بالإنجليزية: Richard Belmont)‏ هو لاعب كريكت بريطاني.